# Epipodius und Alexander
Epipodius und Alexander († 178 in Lyon) waren christliche Märtyrer und Heilige.
Epipodius und Alexander waren der Legende zufolge zwei miteinander befreundete Bürger von Lugdunum (Lyon), die wegen ihres Christentums verfolgt wurden. Epipodius stamme aus Lugdunum selbst, während Alexander phrygischer Herkunft gewesen sei. Nachdem im Jahre 177 zahlreiche Christen der Stadt hingerichtet worden waren (siehe Blandina und Pothinus), sei auch Epipodius von seinem Diener an die römischen Autoritäten als Christ denunziert, zahlreichen Foltern unterworfen und schließlich enthauptet worden. Alexander sei dann zwei Tage später ebenfalls gefoltert und dann gekreuzigt worden, wobei das Martyrologium Romanum erwähnt, dass mit ihm weitere 34 Christen das Martyrium erlitten hätten. 

## Verehrung
Im Martyrologium wird des Alexander am 24. April gedacht, im Übrigen ist für beide Heilige der 22. April Gedenktag. Die Reliquien der beiden Heiligen wurden im 6. Jahrhundert an der Seite der Reliquien des Irenäus von Lyon unter den Altar der Irenäuskirche von Lyon bestattet. Epipodius ist Schutzpatron der Studenten sowie der Opfer von Betrug und Folter.